# Zooland Records
Zooland Records ist ein deutsches Plattenlabel, das 2005 von Manuel Reuter alias Manian und Yann Peifer alias Yanou gegründet wurde.

## Geschichte
2005 gründeten die beiden deutschen DJs und Produzenten Manian und Yanou das Label Zooland Records um ihre Platten selbst vermarkten zu können. Seit der Gründung wechselten insbesondere Hands-Up- und Techno-Produzenten zu diesem Label. Anfang 2007 kam mit „ZooGroove“ ein Sublabel dazu, das für die Veröffentlichungen von House-Tracks vorgesehen ist. Zooland Records war seitdem auf Hands-Up-Musik spezialisiert. Das zweite Sublabel „Zoo Digital“ folgte im Sommer 2008 und konzentriert sich auf digitale Veröffentlichungen. Das dritte Sublabel „Bazooka“, ebenfalls für digitale Veröffentlichungen, gibt es seit 2009. Mit der Gründung des Sublabels „PUNCH“ wurde der Hands-Up-Sektor ausgelagert, um sich bei Zooland auf das lukrativere Genre House zu konzentrieren, mittlerweile wird aber auch wieder auf Zooland Hands-Up veröffentlicht. „PUNCH“ sollte am 16. Dezember 2010 auf dem Internetradio-Sender TechnoBase.FM vorgestellt werden. Zu dieser Vorstellung kam es allerdings nie.

## Künstler/DJs
- Azuro (Manuel Reuter, Yann Peifer)
- Basslovers United (Matthias Dünckelmeyer, Martin Brandl)
- Bastian Van Shield
- Cascada (Manuel Reuter, Yann Peifer, Natalie Horler)
- Crew Cardinal
- Cyrus (Cyrus Sadeghi-Wafa)
- Dan Winter (Daniel Winter)
- Dave Darell (Robin Brandes)
- Deepforces (Christian Blecha)
- Deepside Deejays (Vibearena, Victor de la Pena, Dave Pryce)
- Gabry Ponte (Gabriele Ponte)
- Ehrencrona
- Electrixx
- Far Too Loud
- ItaloBrothers (Zacharias Adrian, Kristian Sandberg, Mathias Metten)
- King & White
- Liz Kay (Eliza Krul)
- Manian (Manuel Reuter)
- Manila (Florian Süselbeck, Patrick Müller)
- Manox (Max Kleinschmidt)
- Master Blaster (Sascha van Holt, Mike de Ville, Rico Bass)
- R.I.O. (Manuel Reuter, Yann Peifer)
- Rob Mayth (Robin Brandes)
- Rob und Chris (Robin Brandes, Christopher Ast)
- Ryan Thistlebeck (Florian Süselbeck)
- Spencer & Hill (Manuel Reuter, Manuel Schleis)
- Stereo Palma (Attila Náksi, Zsolt Brunner)
- Thomas Klingenberg
- Yanou (Yann Peifer)
- Monday 2 Friday (Sascha Van Holt, Volker Wehmeier und Andreas Rech)

## Abmahnungen wegen Urheberrechtsverletzung
Die Zooland Records lässt für von ihr vertretene Künstler (R.I.O., Cascada u. a.) Urheberrechtsverstöße in Tauschbörsen oder bei Share-Hostern durch die Anwaltskanzleien Nürmann + Lang (Karlsruhe) und WeSaveYourCopyrights (Frankfurt) verfolgen. Die Abmahnungen werden im nahezu gleichem Wortlaut an eine große Anzahl von Inhabern von Internetanschlüssen verschickt, nachdem deren Daten per einstweiliger Verfügung vom jeweiligen Provider eingefordert wurden. Die Schreiben sind in einschüchternder Wortwahl gehalten und zielen vornehmlich darauf ab, dass die Empfänger einer Zahlungsaufforderung zum Schadenersatz (über mindestens 450 Euro) nachkommen und eine Unterlassungserklärung abgeben.